# Zodarion fazanicum
Zodarion fazanicum är en spindelart som beskrevs av Denis 1938. Zodarion fazanicum ingår i släktet Zodarion och familjen Zodariidae.
Artens utbredningsområde är Libya. Inga underarter finns listade i Catalogue of Life.